# Хисар на Белом Дриму
Хисар је утврђење у Србији, чији се остаци налазе северно од села Нашеца, северозападно од Призрена.
Тврђава се простире правцем северозапад-југоисток изнад Белог Дрима, који на том месту прави клисуру. Данас су уочљиви остаци бедема који се пружају у дужини од преко 250 метара и штите прилаз тврђави из правца Пирана и Ораховца. На локалитету, до 1975. године, нису вршена археолошка истраживања, због чега је немогуће прецизније дефинисати облик и изглед утврђења, које обухвата велики простор, обухваћен бедемима и оштрим стенама које се спуштају у Бели Дрим.